# 200%
200% è il quarto album della cantante giapponese Takako Ohta, pubblicato il 25 marzo 1986.

## Tracce
1. COOLna ningyo (COOLな人魚?) (testo: Hisayoshi Onda – musica: Etsuro Wakako)
2. Kibun wa mi su to re su (気分はミ・ス・ト・レ・ス?) (testo: Asako Yano – musica: Kingo Hamada)
3. Dokete! ! (DANCE AWAY) (どけて!!（DANCE AWAY)?) (testo: Norie Kanzawa – musica: Takamune Negishi)
4. Toriaezu Night more (とりあえず Night more?) (testo: Tetsuya Chiaki – musica: Yuichiro Oda)
5. Okurete kita BIRTHDAY (遅れてきたBIRTHDAY?) (testo: Hisayoshi Onda – musica: Takako Ohta)
6. Wasure China no aoi tori (忘れチャイナの青い鳥?) (testo: Chinfa Kan – musica: Shunichi Tokura)
7. Voice Stranger (Voice Stranger?) (testo: Tetsuya Chiaki – musica: Yuichiro Oda)
8. Harō MR. Iesutadi (ハローMR．イエスタディ?) (testo: Chinfa Kan – musica: Shunichi Tokura)
9. The Changes You Give Me (testo: John Bateson – musica: Shunichi Tokura)
10. Natsu o matsu shōnen (夏を待つ少年?) (testo: Asaku Seira – musica: Shunichi Tokura)

## Singoli
| Data             | A-side                   | B-side            |
| ---------------- | ------------------------ | ----------------- |
| 25 febbraio 1986 | Wasure China no aoi tori | Harō MR. Iesutadi |